# ريتشارد بيرغيرون
ريتشارد بيرغيرون هو سياسي كندي، ولد في 1955 في ألما في كندا. نشط حزبياً في Projet Montréal ‏. وقد انتخب زعيم حزب Projet Montréal ‏ (28 مايو 2004 – 27 أكتوبر 2014).